# Charentais (IGP)
Pour les articles homonymes, voir Charentais.
Le charentais, appelé vin de pays charentais jusqu'en 2009, est un vin français d'indication géographique protégée (le nouveau nom des vins de pays) de zone, qui est produit dans les deux départements des Charentes, c'est-à-dire la Charente et la Charente-Maritime.

## Mentions géographiques
Il peut être ajouté à la mention « charentais », les désignations géographiques suivantes :
- Île de Ré, pour les vins produits dans les cantons d'Ars-en-Ré et de Saint-Martin-de-Ré, en Charente-Maritime.
- Île d'Oléron, pour les vins produits dans l'ensemble des communes de l'île d'Oléron, en Charente-Maritime.
- Saint-Sornin, pour les vins produits dans les communes de Montbron, Orgedeuil, Saint-Sornin, Vouthon, Rancogne, Vilhonneur et Yvrac-et-Malleyrand en Charente.

## Encépagement
Pour avoir droit à la dénomination, les vins doivent provenir des cépages suivants :
- Cépages noirs : cabernet franc, cabernet-sauvignon, merlot noir, gamay, tannat (pour l'île de Ré uniquement), pinot noir.
- Cépages blancs : Arriloba, chardonnay, chenin, colombard, folle-blanche, muscadelle, sauvignon, sémillon.

La dénomination n'est accordée qu'aux vins obtenus dans la limite d'un rendement ne devant pas excéder 80 hectolitres par hectare de vignes en production.
Les vignes aptes doivent avoir une densité de plantation d'au moins 4 000 pieds par hectare, avec un intervalle entre les rangs de 2,50 mètres maximum.

## Mention du cépage sur l'étiquette
La dénomination vin charentais peut être complétée par le nom d'un cépage ; dans ce cas les vins doivent être issus de superficies exclusivement plantées du cépage concerné et figurant dans la liste suivante :
- vins rouges : cabernet franc, cabernet-sauvignon, gamay, merlot.
- vins blancs : chenin, chardonnay, colombard, sauvignon blanc, sauvignon gris.

Chaque cépage est alors vinifié séparément et le nom du cépage figure sur chaque contenant.
Le nom de deux cépages peut figurer si, avant assemblage des vins issus de ces deux cépages, chaque vin a fait l'objet d'un agrément avec indication de cépage.
Aucun des deux cépages ne peut alors représenter moins de 20 % de l'assemblage.

Lors de l'agrément, le vin charentais doit présenter un titre alcoométrique volumique supérieur ou égal à 11 % vol.

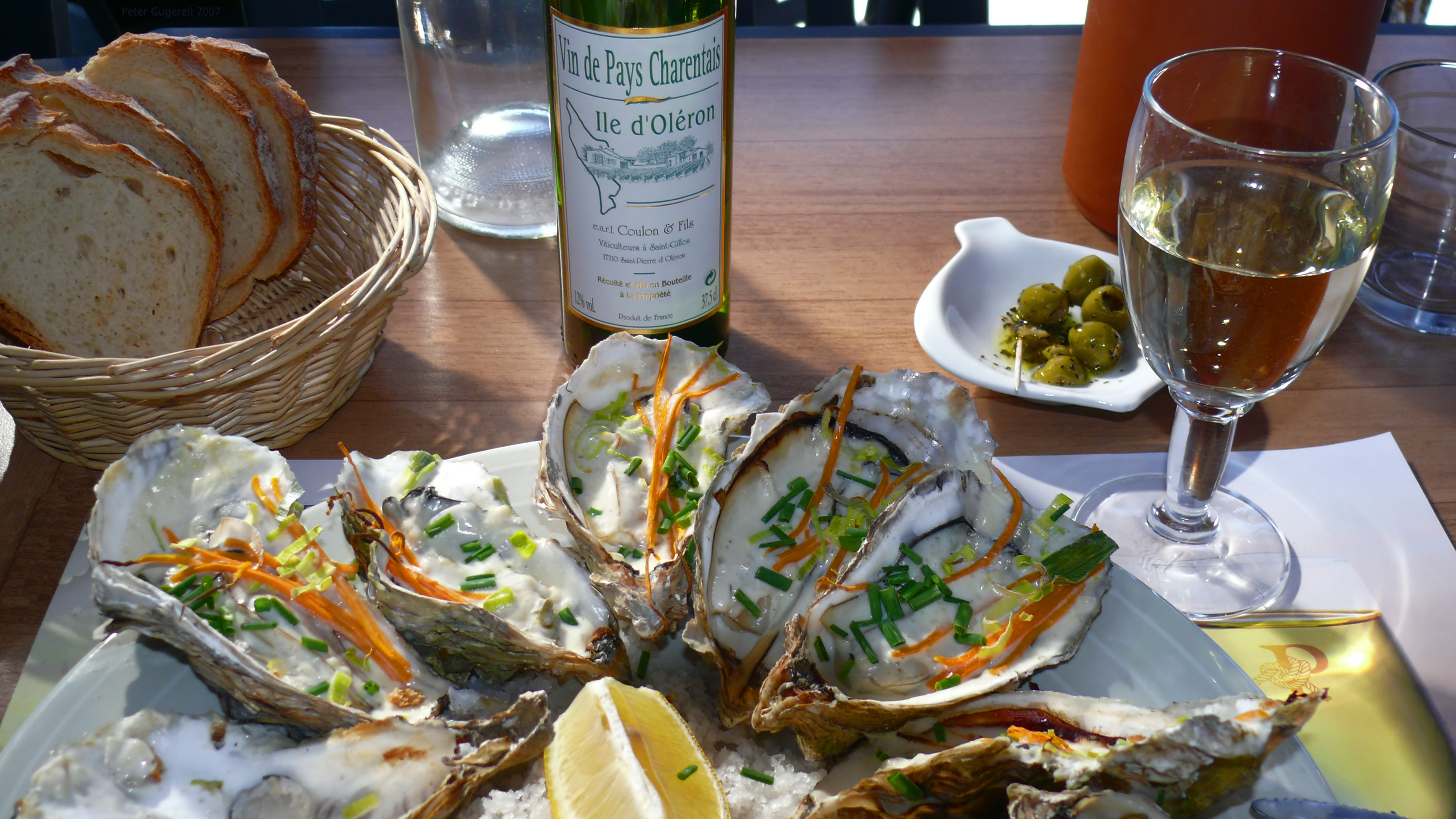
Vin de pays charentais (IGP île d'Oléron) blanc et huîtres.